# Milan Ivanka
Milan Ivanka (25. října 1876 Turčiansky Svätý Martin – 26. srpna 1950 Bratislava) byl slovenský politik Slovenské národní strany a československý politik a meziválečný poslanec Národního shromáždění za Československou národní demokracii.

## Biografie
Od roku 1904 působil jako advokát v Trnavě. V letech 1906-1914 vydával časopis Národní hlásník. Za Slovenskou národní stranu byl zvolen na Uherský sněm. Stalo se tak roku 1907 za volební obvod Pezinok. Byl později zatčen uherskými úřady a ve vězení napsal pod pseudonymem dr. Vacovský spis Slováci a Maďaři. Před rokem 1918 byl členem Muzeální slovenské společnosti.
Za první světové války založil odbojovou skupinu, která podporovala česko-slovenskou spolupráci. Mezi jeho spolupracovníky patřili Vavro Šrobár, Milan Hodža a Emil Stodola. V roce 1918 byl členem Slovenské národní rady. V říjnu 1918 podepsal Martinskou deklaraci.
Počátkem 20. století se angažoval v Slovenské národní straně. Během první republiky patřil k hlavním představitelům této strany, která tehdy kooperovala s celostátní stranou národně demokratickou. Byl zemským předsedou Československé národní demokracie pro Slovensko.
V letech 1918-1920 zasedal v Revolučním národním shromáždění za Slovenský klub (slovenští poslanci parlamentu se dosud nedělili podle stranických frakcí). Neúspěšně kandidoval v parlamentních volbách v roce 1920 a to za tehdejší Slovenskou národní a rolnickou stranu. Tu vytvořila SNS a slovenští agrárníci. V roce 1921 se ovšem SNS opětovně osamostatnila.
Znovu se v parlamentu objevil až po parlamentních volbách v roce 1929, nyní za SNS, která kandidovala v koalici s Československou národní demokracií, v jejímž poslaneckém klubu zasedl. Mandátu se vzdal roku 1934, opustil stranu a přidal se k agrárníkům. V poslaneckém křesle ho nahradil Theodor Eisenhamr.
Když v roce 1928 Vojtech Tuka formuloval svou úvahu o vacuum iuris (vypršení československé moci na Slovensku 10 let po vzniku republiky v důsledku údajné tajné klauzule Martinské deklarace), podal Ivanka na Tuku 26. května 1928 trestní oznámení pro velezradu. Patřil ke skupině slovenských politiků, kteří souhlasili s myšlenkou čechoslovakismu, ale nikoliv v maximální podobě etnického splynutí Čechů a Slováků, ale spíše jako konceptu jednotného politického národa československého.
Podle údajů k roku 1930 byl profesí advokátem v Bratislavě. Zastával i vysoké úřednické posty ve státní správě. V letech 1918-1920 byl referentem na ministerstvu pro správu Slovenska. Od roku 1920 zasedal ve vedení Ústředního svazu československých průmyslníků. Byl též generálním inspektorem (dozorcem) evangelické církve na Slovensku.
Jako odpůrce slovenských autonomistů přesídlil na jaře 1939 do Prahy. Angažoval se v odboji, byl zatčen nacistickými úřady a vězněn v Terezíně. Po válce již politicky nevystupoval.